# Mariä-Empfängnis-Basilika (Salvador)

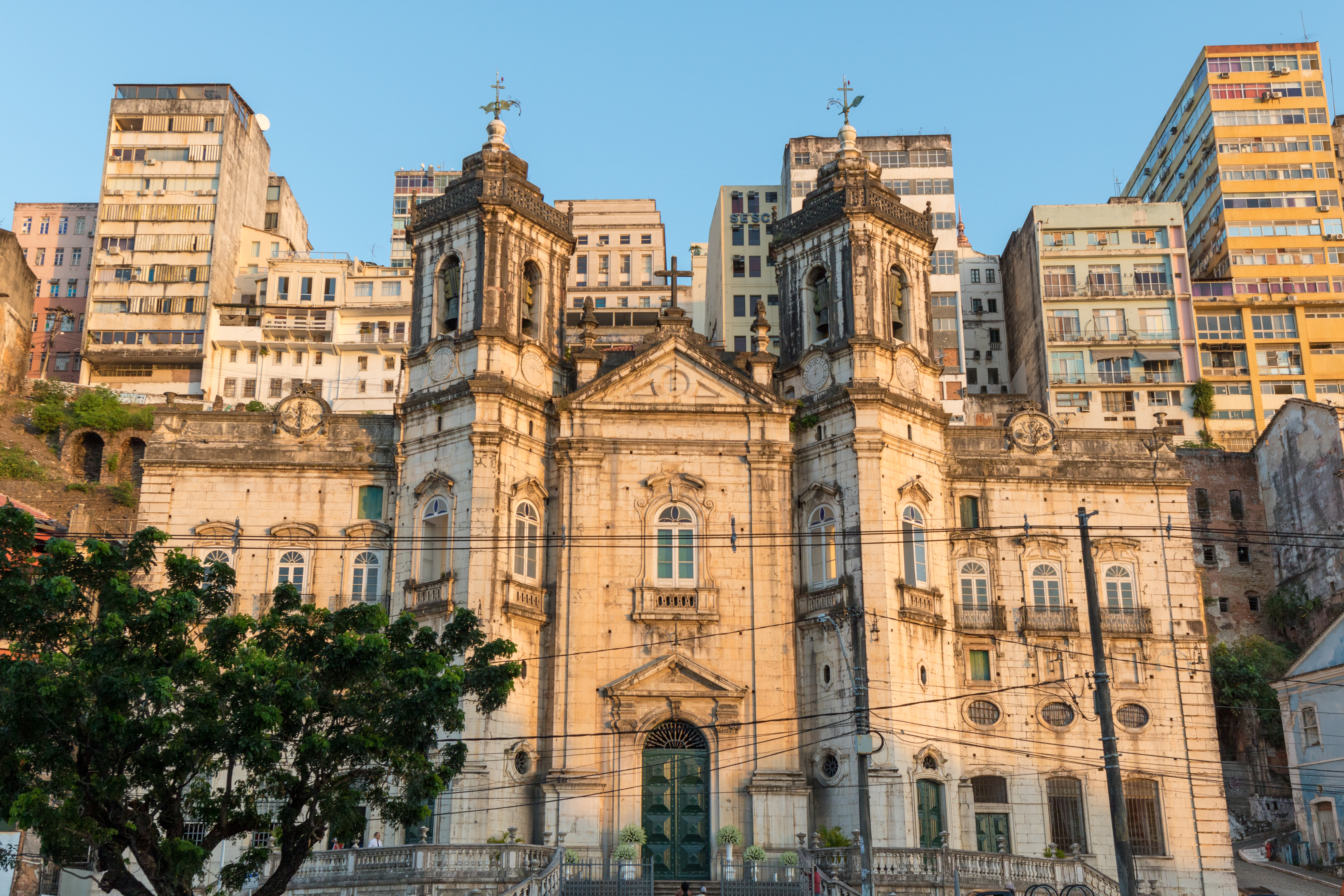
Basilika der Unbefleckten Empfängnis

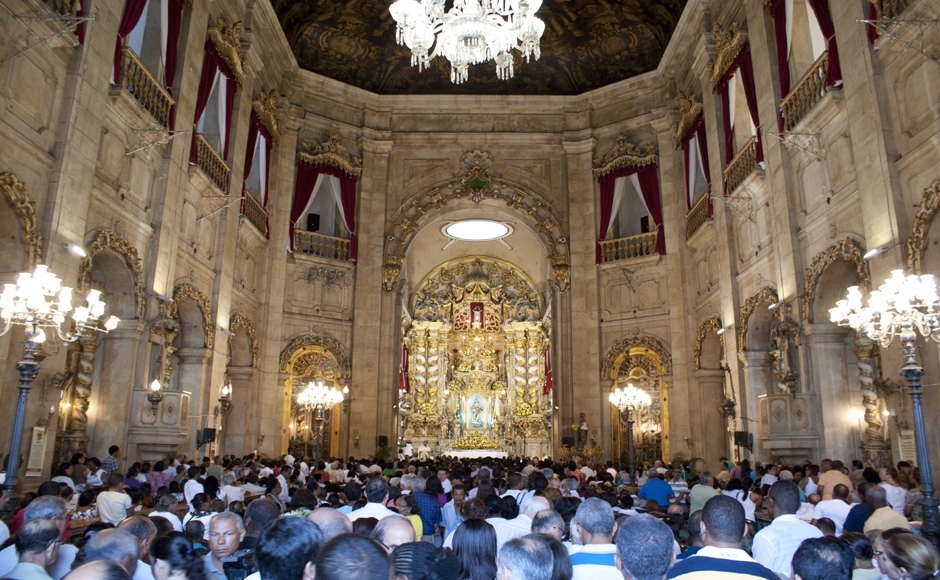
Innenraum

Die Basilika der Unbefleckten Empfängnis (portugiesisch Basílica Nossa Senhora da Conceição da Praia) oder die Basilika der Empfängnis ist eine Kirche in Salvador, Hauptstadt des  brasilianischen Bundesstaates Bahia. Die römisch-katholische Kirche wurde 1623 erbaut, womit sie eine der ältesten Pfarreien des römisch-katholischen Erzbistums São Salvador da Bahia ist und die erste Kirche war, die vom ersten Generalgouverneur Brasiliens, Tomé de Sousa, gebaut wurde. Der heutige im Stadtteil Comercio beim Elevador Lacerda gelegene Bau  wurde im Barockstil nach einem aus Portugal mitgebrachten Modell errichtet und 1938 vom Nationalen Institut für historisches und künstlerisches Erbe als historisches Bauwerk unter Denkmalschutz gestellt. Die Erhebung zur Basilica minor erfolgte am 7. Oktober 1946. Papst Pius XII. erklärte die Muttergottes der Empfängnis zur alleinigen Schirmherrin des Staates Bahia. Robert C. Smith beschrieb das Bauwerk als den „ersten und vollständigsten Ausdruck des neuen Barockstils in Brasilien, der in den frühen Jahren der Herrschaft von Johann V. den Manierismus in Portugal ablöste.“

## Geschichte

### Entstehung
Der heutige Kirchenbau ist der dritte, der auf dem Gelände errichtet wurde. Tomé de Sousa (1503–1579), der erste Generalgouverneur der portugiesischen Kolonie von Brasilien, errichtete 1549 in der Anfangszeit des Baus von Salvador an der Stelle der heutigen Kirche eine erste Siedlung und Kapelle. Pater Manuel da Nóbrega (1517–1570) und sechs jesuitische Geistliche bauten persönlich eine kleine Kapelle mit Lehmwänden am Fuße des Hangs zwischen der heutigen Ober- und Unterstadt. Die Kapelle war der Muttergottes der Empfängnis gewidmet und beherbergte ein Heiligenbild, das Tomé de Sousa aus Portugal mitgebracht hatte. Der Ort liegt in der Nähe des Meeres und war ein Ort der Verehrung für die in Brasilien eintreffenden Seeleute und Händler; sie nannten die Kirche Conceição da Praia (Empfängnis des Strandes), ein Name, der auch bei späteren Umbauten erhalten blieb.

### 17. Jahrhundert
Das Wachstum der Bevölkerung der Unterstadt und des Gebietes in der Nähe des Hafens von Salvador machte den Bau einer größeren Kirche notwendig. Marcos Teixeira de Mendonça (1578–1624), ein Bischof und Widerstandsführer gegen die holländischen Angriffe auf Brasilien, erweiterte 1623 die Kirche. Sie wurde in Matriz da Nova Freguesia de Nossa Senhora da Conceição da Praia umbenannt und von wohlhabenden portugiesischen Kaufleuten in der Gegend finanziert.

### 18. und 19. Jahrhundert
Der Santíssimo Sacramento da Imaculada Conceição, ein brüderlicher Orden, beschloss 1736 den vollständigen Neuaufbau der Kirche. Der Militäringenieur Manuel Cardoso de Saldanha plante die Kirche und Manuel Vicente, ein Steinmetzmeister, überwachte den Bau. Der Maurermeister und Architekt Eugénio da Mota bereitete das Lioz-Mauerwerk in Portugal vor und begleitete es nach Salvador. Der Import von Lioz-Mauerwerk aus Portugal für die Verwendung als architektonische Elemente in Brasilien begann im 16. Jahrhundert; es diente zudem als Ballast für die nach Brasilien fahrenden portugiesischen Schiffe. Der Bau der Kirche begann 1739, verzögerte sich aber 1758 durch einen finanziellen Einbruch in Bahia. Der Holzschnitzer Lourenço Rodrigues Lançarote vollendete 1765 die aufwendigen Seitenaltäre. Der neue, noch unvollendete Bau wurde am 8. Dezember desselben Jahres vom Erzbischof von Bahia, Frei Manuel de Santa Inês Ferreira (1704–1771), geweiht. Eugenio da Mota kehrte 1769, „alt und fast blind“, nach Lissabon zurück. Vier portugiesische Steinmetze haben die Nachfolge von Da Mota angetreten. Der Mittelteil und der linke Flügel der Kirche wurden 1820 fertiggestellt. Die massive Treppe im Lioz und der rechte Flügel des Bauwerks wurden 1850 fertiggestellt.

## Bauwerk
Die Basilika der Unbefleckten Empfängnis blickt direkt nach Nordwesten auf die Allerheiligenbucht. Nach zahlreichen Ergänzungen der Hafenanlagen des Gebietes liegt sie nun im Süden der Unterstadt. Teile der Kirche, vor allem der Chor, sind direkt in die Klippe gebaut, die den Übergang zur Oberstadt markiert. Die Kirche zeichnet sich durch die Nutzung des natürlichen Lichts aus: Sie hat eine Kuppel über dem Eingang und ist direkt nach Westen ausgerichtet, um das Licht der Allerheiligenbucht durch zahlreiche Türen und Fenster zu nutzen.

### Ausstattung

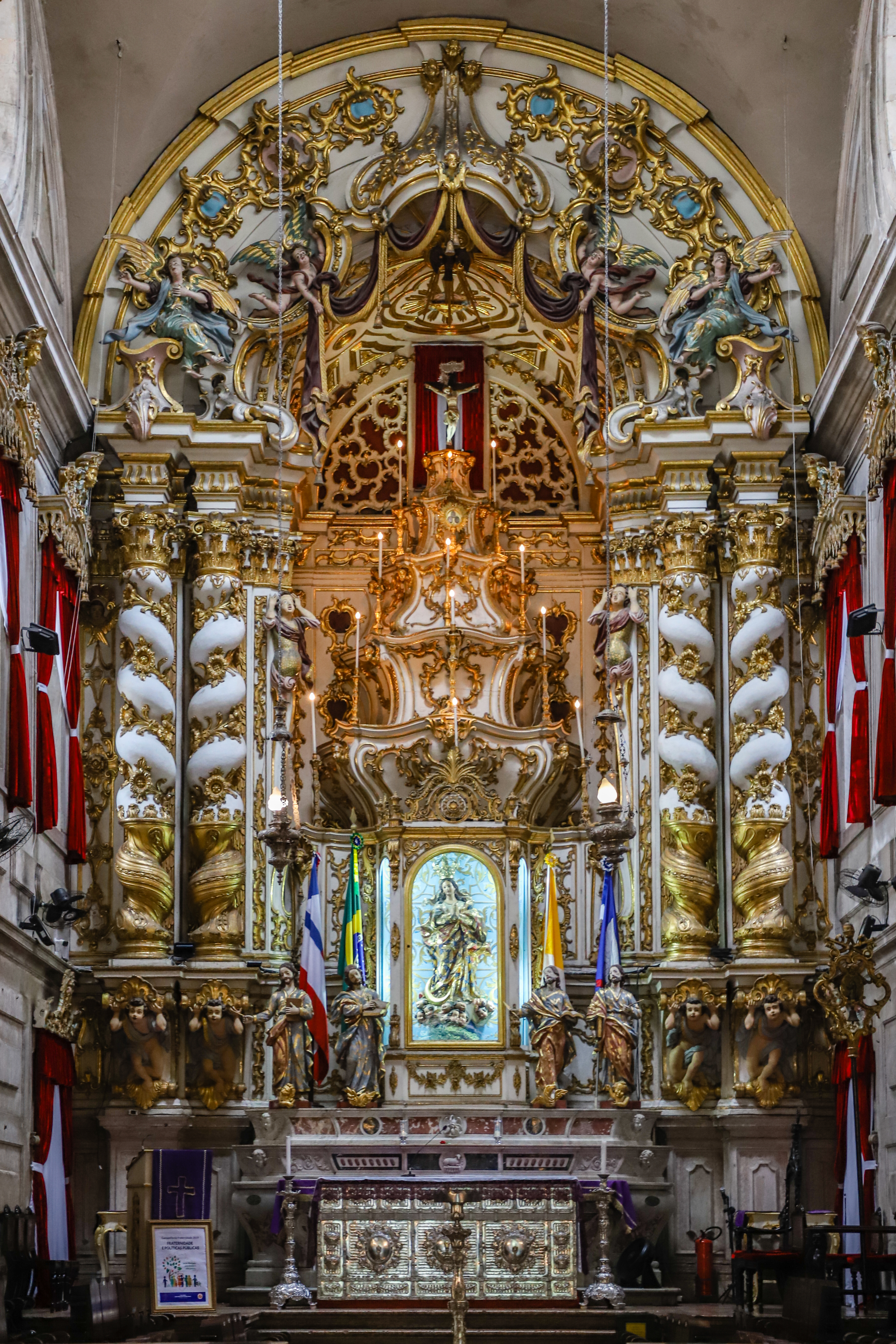
Altar

Das Innere der Kirche ist das erste vollständige Beispiel des Barockstils von Johann V. von Portugal; es wurde im 19. Jahrhundert im klassizistischen Stil teilweise umgestaltet. Der Hochaltar ist reich ausgestaltet mit monumentalen salomonischen Säulen, einem Altar aus Silber und einem Bild der Muttergottes der Empfängnis in der Mitte. Der Schnitzmeister João Moreira do Espírito Santo vollendete die Schnitzerei des Hochaltars aus Zedernholz zwischen 1765 und 1773. Domingos Luiz Soares ist unter anderem für die Vergoldung des Hochaltars verantwortlich. Die italienischen salomonischen Säulen, die mit Blumengirlanden und Akanthusdetails versehen sind, ähneln denen des Ziboriums des Petersdoms. Eine Kuppel und zwei massive Oculi in der Chordecke sorgen für die natürliche Beleuchtung des Chores und des Hochaltars. Die Decke des Kirchenschiffs ist im barocken Illusionsstil gehalten und von José Joaquim da Rocha (um 1737–1807) ausgeführt. Die Kirche hat acht Seitenkapellen: drei an jeder Seite des Kirchenschiffs und eine an jeder Seite des Hochaltars.